# Paul Schmitthenner
Paul Schmitthenner, né le 15 décembre 1884 à Lauterbourg en Alsace, d’un père allemand et d’une mère alsacienne et mort le 11 novembre 1972 à Munich, est un professeur des universités et architecte allemand.

## Biographie
De 1902 à 1907, Schmitthenner étudie l'architecture à Karlsruhe et Munich. Jusqu'en 1909, il travaille à Colmar à l'administration des bâtiments, de 1909 à 1911 à Munich au bureau de l'architecte Richard Riemerschmid. De 1913 à 1918, il réalise des planifications architecturales de villes pour le Ministère impérial de l'Intérieur. En 1918, il fut nommé professeur titulaire de constructions et de projets d’immeubles à l’École Technique Supérieure de Stuttgart. Entre les deux guerres, il était un des représentants de la « première » école de Stuttgart, école qu’il avait fondée avec Paul Bonatz. Sa conviction que les méthodes et les styles traditionnels en architecture révélaient mieux le caractère germanique contribua à le faire choisir comme chef du groupe des experts pour les Beaux-Arts dans le Kampfbund. Persuadé que la beauté résidait dans l’ordre géométrique, il était donc ouvertement en opposition avec les architectes modernes comme Walter Gropius et Marcel Lods. Dans son esprit, la résidence de Goethe à Weimar représentait le type idéal de la construction résidentielle allemande. En 1928, il fut un des cofondateurs de l'Union des architectes Block qui réunissait les architectes conservateurs et s’opposait à celle, fondée en 1924, qui réunissait les principaux tenants du style moderne, der Ring. En 1932, il publia Das deutsche Wohnhaus (la maison d’habitation allemande). Il est rangé parmi les architectes du Heimatschutzstil (architecture néogermanique).
Cependant, malgré les approbations officielles, son enthousiasme ne lui procurait pas beaucoup de commandes. En 1933, Schmitthenner adhéra au Parti national-socialiste et devint pour peu de temps le premier architecte du Troisième Reich. En novembre 1938, il est nommé recteur de l'Université de Heidelberg, puis à la mort de Otto Wacker il est nommé ministre de la Culture de Baden, et peu après responsable des questions d'éducation pour l'Alsace par Robert Wagner. En 1941, dans sa conférence Das sanfte Gesetz in der Kunst (la loi douce dans l'art) il prit ses distances avec les particularités de l'architecture monumentale[réf. nécessaire]. En 1944, il vécut au château de Kilchberg près de Tübingen. Après la Deuxième Guerre mondiale, il fut chassé sans pension de sa chaire à l’Université, si bien qu’il dut travailler comme architecte jusqu’à la fin de sa vie. En 1949, il devint membre de l'Académie bavaroise des beaux-arts. Nommé citoyen d'honneur de Tübingen en 1952, il prit sa retraite en 1953 et s’installa à Munich en 1971.
Paul Schmitthenner était un ami proche de Fritz Beblo, architecte en chef de la Ville de Strasbourg jusqu'à son expulsion en 1919. Alors en poste à Munich après son départ, Schmitthenner lui proposera en 1924 de le rejoindre à l'Ecole d'architecture de Stuttgart, ce que Beblo refusera parce qu'il n'était plus selon lui assez jeune.

## Bâtiments (exemples)
- 1960–1966 : Cimetière militaire allemand de Bourdon à Bourdon (France)